# Гуђешти (Васлуј)
Гуђешти (рум. Gugești) насеље је у Румунији у округу Васлуј у општини Боцешти. Oпштина се налази на надморској висини од 165 m.

## Становништво
Према подацима из 2002. године у насељу је живело 1148 становника, од којих су сви румунске националности.